# Roel Bendijk

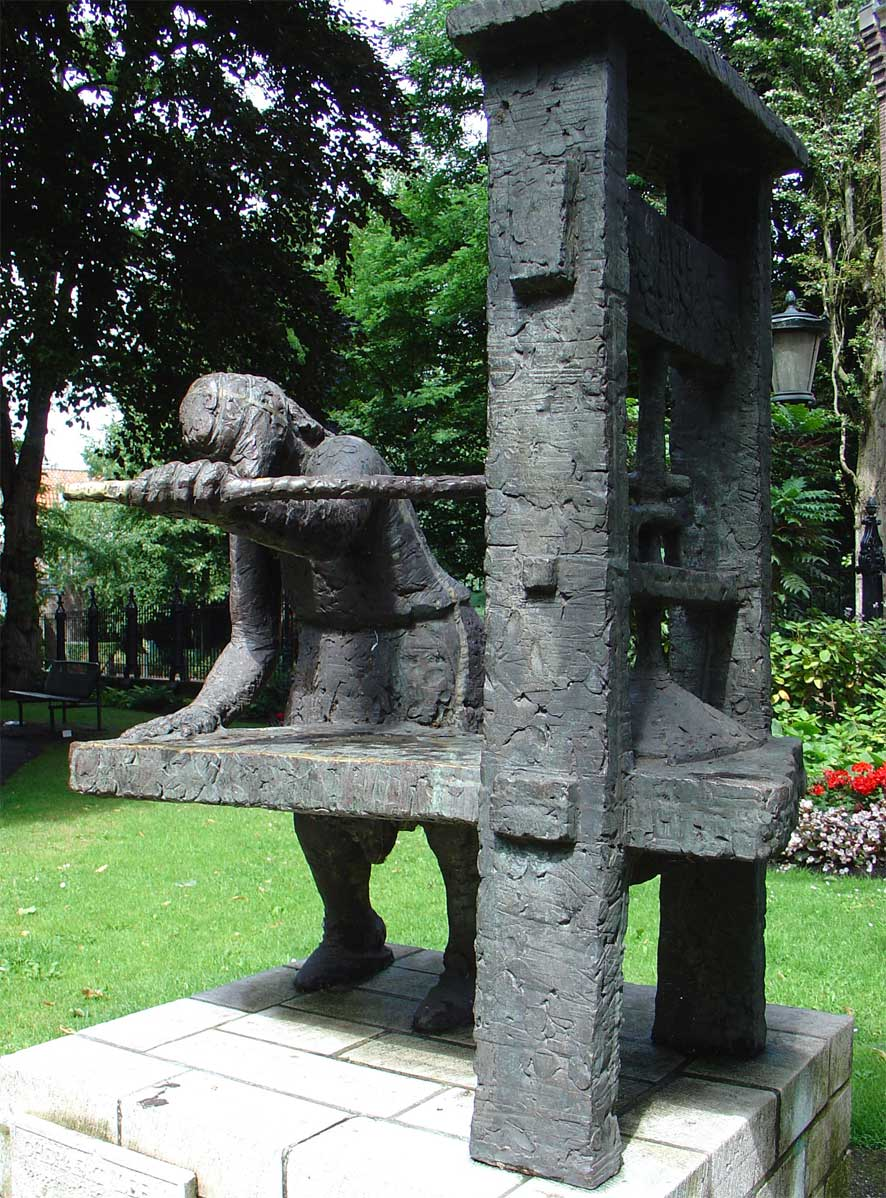
Gheraert Leeu - Willem Vroesentuin te Gouda (1976)

Roelof Anthonius (Roel) Bendijk (Utrecht, 28 november 1937 - 31 december 2016) is een Nederlandse beeldhouwer. Hij is opgeleid aan de Koninklijke Academie van Beeldende Kunsten in Den Haag, en lid van de kunstkring Burgvliet te Gouda. Hij werkte achtereenvolgens te Utrecht, Bergambacht en Schoonhoven.

## Een dubbeltje op zijn kant

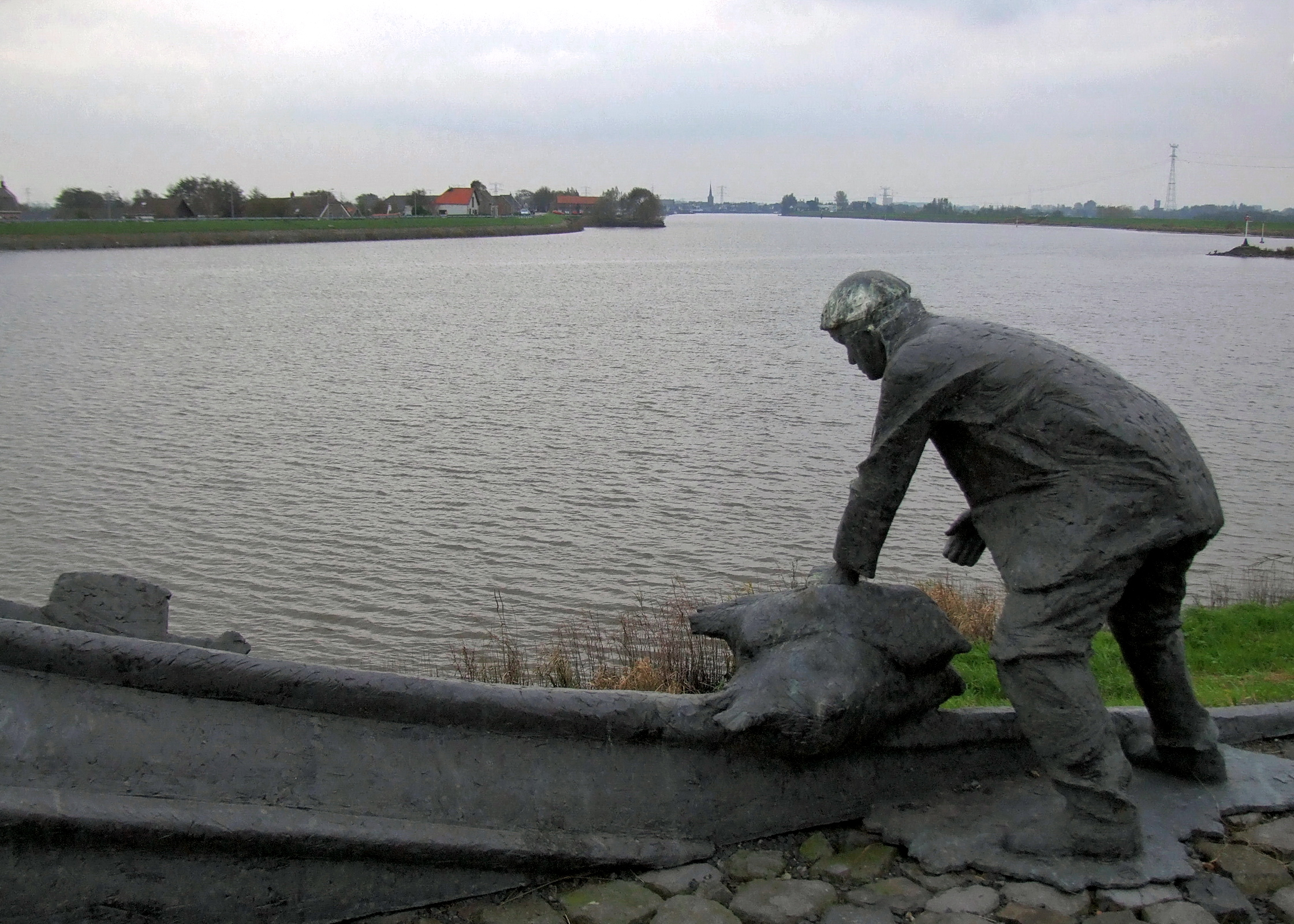
"Een dubbeltje op zijn kant" door Roel Bendijk - aan de Groenendijk te Nieuwerkerk aan den IJssel (1983)

Bendijk maakte het beeld "Een dubbeltje op zijn kant" als herdenkingsmonument aan de watersnoodramp in 1953. Door het dichten van een gat in de dijk met behulp van het schip Twee Gebroeders van Arie Evegroen kon een ramp voor Nieuwerkerk aan den IJssel en het nabijgelegen Moordrecht voorkomen worden. De schipper Arie Evegroen onthulde in 1983 het beeld van Bendijk aan de Groenendijk te Nieuwerkerk aan den IJssel. In 1998 heeft het gemeentebestuur van Nieuwerkerk aan den IJssel een prijs ingesteld voor personen die zich verdienstelijk hebben gemaakt voor de Nieuwerkerkse samenleving. De prijs is een replica van het beeld "Een dubbeltje op zijn kant" van Roel Bendijk.
In 1971 ontving hij de Geert Bouwmeesterprijs

## Werken (selectie)
- Een dubbeltje op zijn kant - Nieuwerkerk aan den IJssel (1983)[4]
- Gheraert Leeu - Gouda (1976)
- De Haan - Bergambacht (1971)
- Scheepsschroef - Hendrik-Ido-Ambacht